# Joseph Meißner (Sänger)
Joseph Meißner, auch Joseph Meissner (um 1725 in Salzburg; † 12. März 1795) war ein österreichischer Opernsänger (Bass) und Komponist.

## Leben
Meißner, ein Basssänger mit großem Stimmumfang, war ab 1747 bis zu seinem Tode Hofsänger in Salzburg. Er sang in Pisa, Florenz, Neapel und Rom und im deutschsprachigen Raum an den Höfen von Wien, München, Stuttgart, Lüttich, Köln, Augsburg und Speyer. Der mit der Familie Mozart, mit der er mehrfach Tourneeauftritte absolvierte, gut bekannte Meißner  war auch für sein (von Mozart selbst so bezeichnetes) „affektiertes Vibrato“ bekannt.
Meißner war ab 1751 bis zu ihrem Tod im Jahr 1766 mit der Musikerin und Komponistin Maria Caecilia geb. Eberlin verheiratet.
Maria Elisabeth Sabina Meißner (1731–1809), Hofsängerin in der Salzburger Kapelle, war seine Schwester. Sein Sohn Joseph Nikolaus Meißner (1757–1795) war ebenfalls Opernsänger (Bass/Tenor).